# Francisco Álvares
Francisco Álvares (Coimbra, 1465 – Roma, 1536~1541) foi um clérigo católico português. 
Acompanhou a primeira embaixada de Portugal à Abissínia, no reinado de Manuel I, com o embaixador etíope Mateus, sob as ordens de Duarte Galvão, em 1515. Foi nessa embaixada na qualidade de capelão. Com a morte de Duarte Galvão, teve de esperar, na Índia, até que nova embaixada se formou, sob as ordens de D. Rodrigo de Lima. Durante essa viagem contactou com os costumes exóticos que, mais tarde viria a expor na sua obra Verdadeira Informação das Terras do Preste João das Índias, "Segundo Vio e Escreveo ho Padre Alvarez Capellã del Rey Nosso Senhor, publicada em Lisboa em 1540, que inclui relatos de Pêro da Covilhã.